# Gaines Adams
Gaines Adams (* 8. Juni 1983 in Greenwood, South Carolina; † 17. Januar 2010 ebenda) war ein US-amerikanischer American-Football-Spieler. Er spielte als Defensive End in der National Football League (NFL), zuletzt bei den Chicago Bears.

## Spielerlaufbahn

### College
Gaines Adams studierte von 2002 bis 2006 an der Clemson University und spielte ab dem Jahr 2003 für die Clemson Tigers als Defensive End College Football. Adams spielte mit seinem Team in drei Bowl Spielen, zwei der Spiele konnten gewonnen werden. Für seine sportlichen Leistungen wurde er von seinem College dreimal ausgezeichnet und 2006 zum All-American gewählt.

### NFL
Im Jahr 2007 wurde Adams von den Tampa Bay Buccaneers in der ersten Runde an vierter Stelle gedraftet. Adams unterschrieb einen Vertrag über sechs Jahre mit einem Einkommen von 46 Millionen US-Dollar. Mit der von Jon Gruden trainierten Mannschaft zog er in seinem Rookiejahr in die Play-offs ein. Die Mannschaft scheiterte früh an den New York Giants mit 24:14. Adams konnte in dem Spiel den Quarterback der Giants, Eli Manning, einmal zu Boden bringen. Während der Saison 2009 wurde Adams an die Chicago Bears abgegeben, die Bears traten dafür einen Draftpick im NFL Draft 2010 an die Mannschaft aus Tampa Bay ab.

## Tod
Am 17. Januar 2010 wurde Adams von seiner Lebensgefährtin tot in seiner Wohnung aufgefunden. Er starb an Kreislaufstillstand ausgelöst durch eine Kardiomegalie.